# 布希站
布希站（英語：Bushey railway station）是伦敦地上铁沃特福德直流电铁线的一座车站，位于伦敦的沃特福德，属于第8收费区。

## 概況
本站北部为科恩河谷，拥有6个月台。自2007年开始，本站进行了大修工程，站前增设了商店和书刊摊。

## 歷史
1837年，英国第一条主干线铁路伦敦和伯明翰铁路开通，1837年7月20日开始经过本区域。但由于当地人口稀少，因此并未在此设站，直至1841年才开通本站，当时的车站名称是布希及奥克西站。1917年4月16日，倫敦地鐵貝克盧線接管了本站。1939年，本站改称安普山德站，并一度进行了战时设计，至今在高架桥下2站台与3站台之间的位置仍能看到混凝土碉堡的痕迹。1945年改称布希及奥克西站。1974年5月6日改为现在名称，但在实际上，本站距离奥克西更近。1982年9月24日，倫敦地鐵貝克盧線不再營運此站，移交至伦敦地上铁管理。

## 列車服務
經過本站的列車為20分鐘一班，清晨和深夜为半小时一班。

## 其他
由於伦敦地铁贝克卢线將在2025年左右大量更新車輛，預計屆時伦敦地铁贝克卢线將重新服務沃特福德直流电铁线和本站，而倫敦地上鐵亦將撤回在此路線和本站的服務。

## 事故
- 1980年2月16日，一列由尤斯顿站开往曼彻斯特皮卡迪利站在本站发生脱线事故，导致3节车厢损毁，19名乘客受重伤。而事故路线在1980年2月25日修复开通[8]。3号站台在事故中严重损坏，并最终在2011年关闭。
- 1980年4月20日，一列开往布莱奇利站的列车在本站与轨道车相撞，导致列车部分脱线，并导致工程人员受伤[9]。
- 1996年8月7日，本站以北1.6公里发生沃特福德列车冲撞事故。